# Acacesia yacuiensis
Acacesia yacuiensis là một loài nhện trong họ Araneidae.
Loài này thuộc chi Acacesia. Acacesia yacuiensis được miêu tả năm 1994 bởi Glueck.